# Maagdenhuis (Antwerpen)

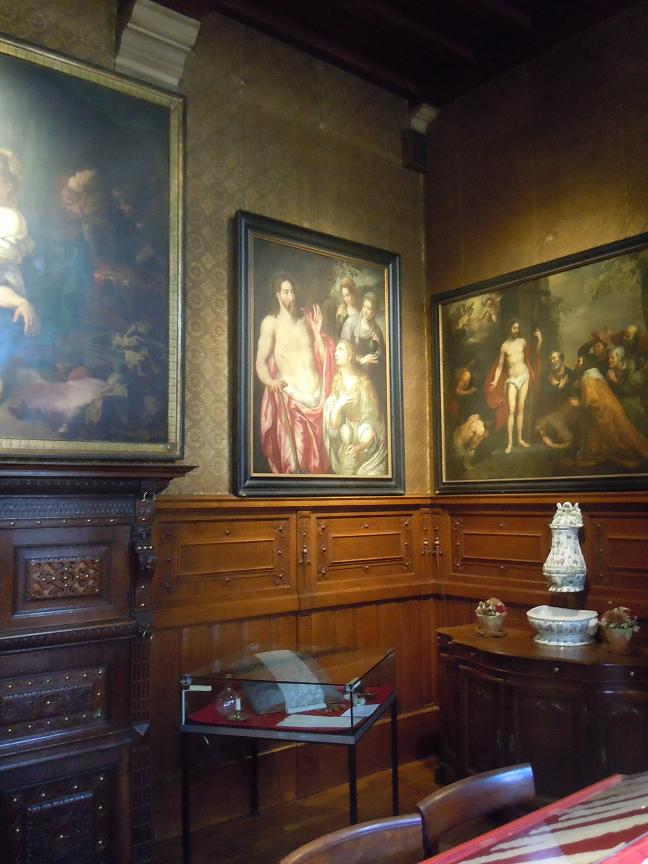
Het Maagdenhuis in Antwerpen

Het Maagdenhuis in Antwerpen is een voormalig weeshuis voor meisjes en thans een administratief gebouw van het OCMW in Antwerpen. Het architecturaal interessant gebouw dateert uit de 16e-17e eeuw. Op de benedenverdieping, de binnenplaats en de kapel bevindt zich het Maagdenhuismuseum met de kunstcollectie van het OCMW van Antwerpen. Het museum is sinds juni 2024 gesloten voor drie jaar.

## Maagdenhuismuseum
De collectie van het Maagdenhuismuseum bestaat o.a. uit archiefstukken van de 12e tot en met de 16e eeuw, meubels van het einde van de 15e tot en met de 18e eeuw, Antwerps aardewerk, schilderijen uit de 15e tot en met de 17e eeuw (met werk van Peter Paul Rubens, Jacob Jordaens, Antoon van Dyck, Pieter Aertsen, Marten de Vos, Maarten Pepijn en anderen), beeldhouwwerk uit de 16e tot en met de 18e eeuw, met werk van Huybrecht van den Eynde en Walter Pompe. Ook komt in het museum de geschiedenis van de Antwerpse armenzorg, vondelingen- en wezenzorg aan bod.

## Geschiedenis

### Meisjesweeshuis

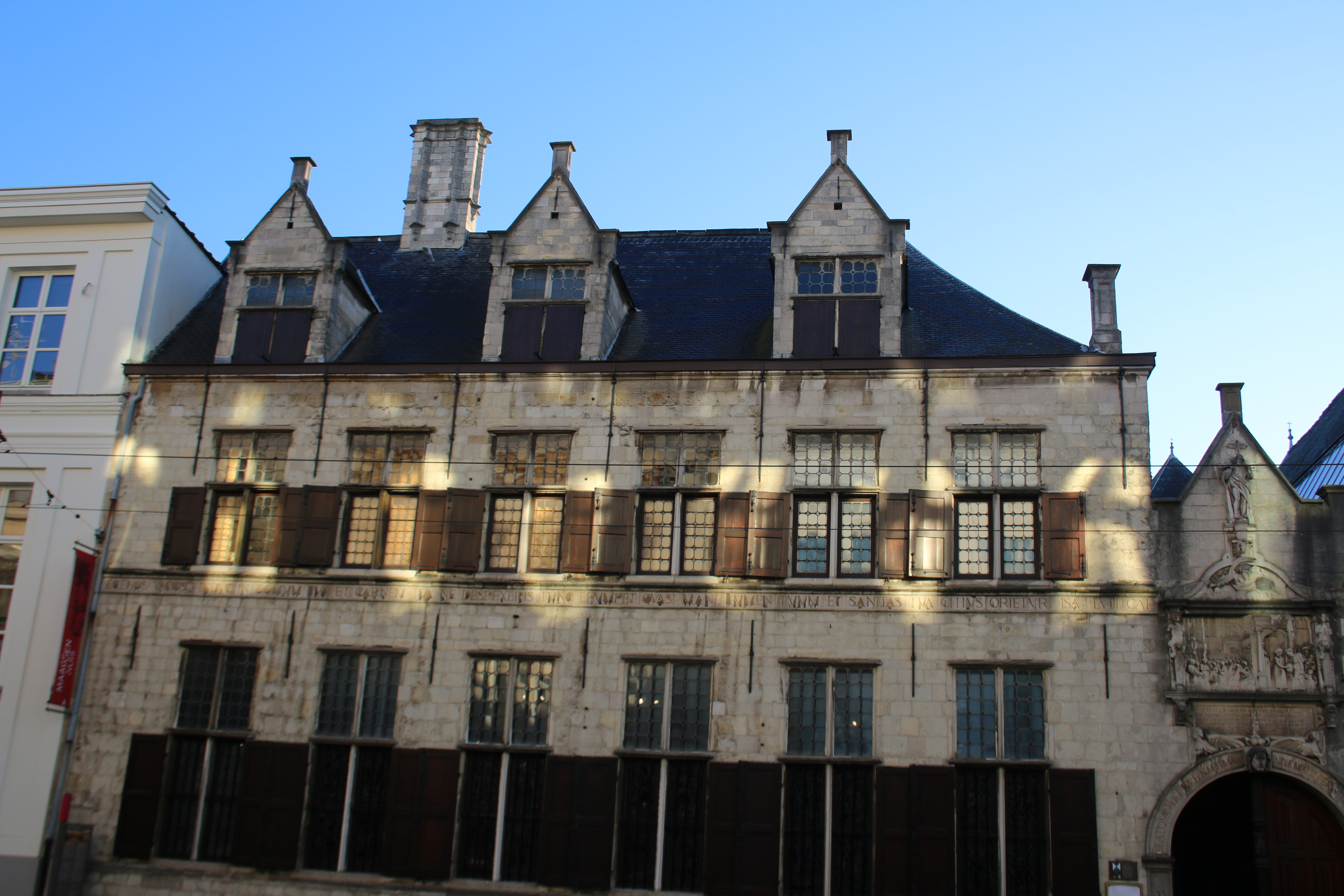
Het Maagdenhuis

Na de oprichting van de Kamer van de Huisarmen in 1458 namen de aalmoezeniers (de bestuurders van de Kamer) de opvang en begeleiding van de oudere arme wezen, vondelingen en verlaten kinderen op zich. In feite bleef de volgende decennia enkel de eerste verzorging van jongere kinderen behoren tot de taak van de Tafels van de Heilige Geest, waarna de Kamer de opvoeding overnam. Om aan deze oudere kinderen opleiding en onderdak te verschaffen sloten de aalmoezeniers contracten met de ambachtmeesters.
Nadat in 1532 reeds een vondelingenhuis in gebruik was genomen in de Sint-Rochusstraat (gesticht in 1531), richtte men in 1552 een scole voor schamele meyskens op, wat uitgroeide tot het Maagdenhuis. Aanleiding was het toegenomen aantal kinderen voor wie men moest zorgen. De stichting was mogelijk dankzij een rente van de rijke koopman Jan van der Meeren. Het gebouw werd opgericht vlak bij het reeds bestaande Vrouwkenshuis in de Lange Gasthuisstraat, dat later zelf verhuisde naar de overkant van de straat wegens de uitbreiding van het Maagdenhuis. Enkele jaren later werd ook een werckhuys voor jongens opgericht, het Knechtjeshuis, dankzij de financiële steun van Johanna van Schoonbeke.
De uitbreiding en grote verbouwingen die ook thans nog het uiterlijk van het Maagdenhuis bepalen vonden plaats in 1634 en 1635, dankzij schenkingen van de erfgenamen van Gilbert van Schoonbeke. De voorgevel werd opgetrokken in witte natuursteen uit de streek van Balegem en Gobertange.
Na de Franse Revolutie werd het bestuur van de instellingen voor armenzorg opgenomen door het Bestuur der Burgerlijke Godshuizen. Omdat de infrastructuur van de bestaande tehuizen verouderd was, werden in 1881-1882 twee nieuwe gebouwen ingehuldigd : het Meisjeshuis en het Jongenshuis. Bedoeling was om in deze grote weeshuizen zo veel mogelijk kinderen te kunnen opvangen, zodat de uitbestedingen op het platteland konden beperkt worden. Het nieuwe Antwerpse meisjesweeshuis werd gebouwd aan de Albert Grisarstraat in Antwerpen.

### Administratief gebouw en museum
Het Maagdenhuis werd in 1882 als meisjesweeshuis gesloten en werd in 1883 de hoofdzetel van het Bestuur der Burgerlijke Godshuizen, later de Commissie van Openbare Onderstand (COO), nu het OCMW. In 1884 opende men in de voormalige kapel van het Maagdenhuis het museum waarin men de kunstvoorwerpen verzamelde die in het bezit waren van het Bestuur der Godshuizen. Na de opening van het nieuwe Museum voor Schone Kunsten in Antwerpen, werden de belangrijkste kunstwerken uitgeleend en het museum van het Maagdenhuis gesloten.
Na de oprichting van de COO in 1925, werden ook de kunstwerken van het bureel van Weldadigheid eigendom van de COO. Daarop werd besloten in 1930 het museum in de voormalige kapel van het Maagdenhuis opnieuw open te stellen. Dit gebeurde ter gelegenheid van een internationaal congres over de liefdadigheid, maar ook van de Wereldtentoonstelling in Antwerpen. Sinds 1985 beschikt het museum over de volledige benedenverdieping van het voorgebouw van het Maagdenhuis.
Aan de vroegere bestemming herinnert op de binnenkoer een merkwaardig groot reliëf, deels verborgen achter een Mariabeeld. Het marmeren reliëf stelt de twee zijden voor van de Faustina-munt: enerzijds keizerin Faustina, anderzijds de puellae faustinianae, de weesmeisjes waarvoor zij in Rome liet zorgen.